# 振り返れば奴がいる
『振り返れば奴がいる』（ふりかえればやつがいる）は1993年1月13日から3月24日まで毎週水曜日21:00〜21:54にフジテレビ系「水曜劇場」枠で放送されたテレビドラマ。主演は織田裕二と石黒賢。ヒットメーカー三谷幸喜の本格的なテレビドラマデビュー作として知られる。
1993年12月29日にスペシャル版が放送された。

## あらすじ
序盤
派閥争いが激化している天真楼病院に、確かな腕を持っている熱血漢の青年医師・石川 玄が赴任してくる。その病院の外科には、若くして天才的なメス捌きを誇る司馬 江太郎がいた。
患者のために最善の努力を尽くそうとする石川に対し、常に傲慢でいい加減な態度を取り続ける司馬は、医療については冷徹とも思える判断を下す。次第に2人は、医師としての信念を巡って激しく衝突していく。
中盤
医師としても人間としても傲岸不遜な司馬の言動が許せない石川は、あらゆる手段をもって司馬を病院から追い出そうとする。しかし、対する司馬も手段を選ぶことなく、弱みを握っている外科部長の中川淳一に根回しして、石川の追及を巧みに躱しては反撃に転じてくる。
やがて、石川は自らの肉体が病魔に冒されていることを知る。石川は司馬の不正を糾弾し、医師免許を剥奪して辞職に追い込むことに執念を燃やすが、司馬は院内外の人間関係を巧みに操り馬脚を表さない。
しかし、司馬が自らが担当する末期癌患者を、患者本人の意思ではあったものの家族に説明することなく薬物投与により安楽死させたことを石川が内部告発し、司馬は病院を去ることになる。
終盤
ライバルとの決着がついたことに安堵した石川は、血を吐いて倒れる。司馬は命を預かる執刀医、石川はそれに命を託す患者として緊急手術に臨むことになり、2人の間に束の間の絆が生まれる。
司馬の天才的な腕により手術は成功したかに思われたが、術後に病状が急変。司馬の懸命な蘇生処置も空しく、石川はこの世を去ってしまう。ぶつかり合ってきた石川を亡くしたことで、司馬の胸中に変化が芽生えかけたかに見えた。
しかしその直後、これまで司馬が保身のために利用して、懲戒解雇に追い込んだ元上司・平賀 友一に刺されて司馬は路上に倒れ、生死不明のままドラマは幕を閉じる。

## 主題歌
『101回目のプロポーズ』のヒットを受け、引き続きCHAGE&ASKAを起用。新曲の「YAH YAH YAH」が使用された。また、ドラマのオープニングでは、曲のサビ部分で「2人が演奏しているシーン」が採用される形でカメオ出演している。
当時はトレンディードラマの全盛期であり、ドラマ『101回目のプロポーズ』のテーマ曲として大ヒットした「SAY YES」から続いて、ダブルミリオンの大ヒットとなり、241.9万枚のセールスを記録した。

## 脚本

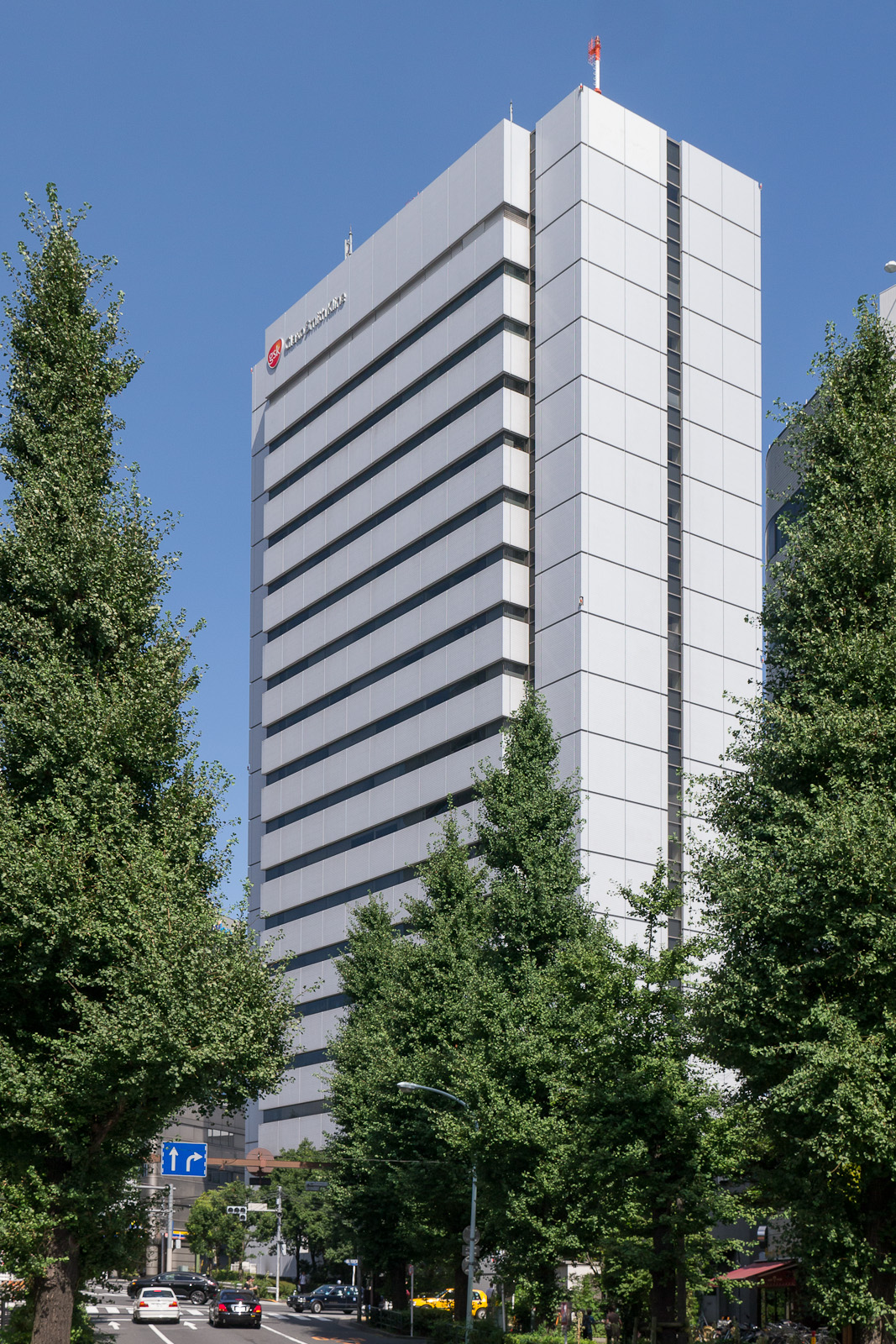
「天真楼病院」のロケ地である、フジタ旧本社（現：グラクソ・スミスクライン旧日本支部本社）。現在は建物が取り壊され高級マンションになっている。

### 三谷の抜擢
当初予定していた脚本家が諸般の事情により降板、このためプロデューサーの石原隆が後任を探していたところ、同じフジテレビの深夜番組『やっぱり猫が好き』でカルト的な人気を博していた三谷に白羽の矢が立つ。
もともと三谷は喜劇しか書いたことがなく、石原には「医学ものは『ブラック・ジャック』しか知らない」と断ったが、それでもいいからと押し切られて承諾したという。そのため執筆は相当苦労し、後半はシナリオ1本の完成に10日間もかかったという。
石原は、三谷が「喜劇専門」であったことを知らずに「シリアスな医療もの」を依頼したため、書かれてきた脚本の喜劇調の部分を変更することになってしまったことから、「三谷さんには悪いことをした」と後に語っている。

### 『白い巨塔』のオマージュ
三谷自身も公言している通り、医療ものの名作『白い巨塔』が元ネタであり、同作の影響を強く受けた一種のオマージュとなっている。三谷の発言から、脚本執筆の初期段階では『白い巨塔』のパロディーとしての面が強かったと推察されるが、現場の意向からそうした要素がことごとく排除された。
財前のアンチヒーローな人物像は織田裕二が演じる司馬に、里見の医師としての正義感・倫理観などは石黒賢が演じる石川に踏襲された。この二人をメインに据えて、その倫理観についての対立関係がより顕著にエスカレートした形で本作では描かれている。
ストーリーの終盤、石黒賢が演じている医師の石川が病に侵され、やがて死に至る描写はキャラクターの立ち位置こそ対照的だが、『白い巨塔』の財前五郎を彷彿させるものである。

### シナリオの変更
脚本を手がけた三谷幸喜は、本作がゴールデンタイムで初の連続ドラマ作品だったが、シナリオが現場でどんどん変えられていくことにショックを受け、その経験を元に「東京サンシャインボーイズ」のための戯曲『ラヂオの時間』が書かれ、後に映画化もされた。
また、スペシャル版は「司馬と石川が床屋の理容師」というパラレルワールドの喜劇にしようとしたが、スタッフの猛反対にあい却下された。そのかわり、この作品のヒットが元で、三谷の希望する「コロンボのような倒叙ミステリー」として『古畑任三郎』が制作されることになった。
戯曲と異なり、CM等様々な制約のあるテレビドラマは勝手が違ったが、三谷は「制約をむしろ逆手に取る」ことに快感を覚えたと回想している。たとえば、本作において主演の「織田裕二」「石黒賢」の仲が悪かったことから、制作側から共演のシーンは出来るだけ書かないよう要請があり、それを脚本に生かしたという。

### ラストの展開
最終回のラストシーンも、あと2シーン撮ってクランクアップという時に、主演の織田が「こんな悪人が生き残っちゃっていいの?」と思い至り、最終回演出の若松節朗に「刺されて死にたい」と申し出たという。既にクランクアップしていた平賀友一役の西村雅彦を呼び出した上で話し合った結果、織田の申し出た案の通りにシナリオが変更された。
一方、三谷によれば、撮影現場からプロデューサーを通じて織田の「死にたい」という申し出を電話で聞き、「死ぬのは構わないので、どういう形で最後を迎えるかは僕に考えさせてほしい」と伝え、5分ほど考えてラストを思いつき連絡したという。
三谷によれば「とてもいいラストになったので感謝しているが、もうちょっと早く言ってくれれば…」と、こぼしてもいる。

## 登場人物

### 主人公とライバル
司馬 江太郎〈27〉
演 - 織田裕二
まだ20代後半の青年でありながら、卓越した技術で名を知られる外科医。途中から主任に昇進する。分野は消化器だけでなく大動脈瘤や心臓の手術もできるため、とても腕の良い医者である。麻雀好きでありヘビースモーカー。傲岸不遜な態度で、転任して来た石川とは事あるごとに対立する。
かつては、石川のように明るい性格の医師だったが、大学病院時代に研究室の担当助教授だった中川の手術ミスを肩代わりすることになり、それから人格が変わった。
子供の頃に市役所職員だった父をすい臓がんにより植物状態の末に亡くしている経験から、助からない患者の延命行為には否定的である。手術中には自前のレゲエテープを流させる。
最終話のラストシーンで、保身のために懲戒解雇させた平賀に路上で刺されたが、スペシャル版も含めて生死は明確にはされていない。しかし、上記で説明のとおり、主演の織田が「刺されて死にたい」と要望して脚本が変更されていることから、死亡したと考えるのが妥当といえる。
石川 玄〈27〉
演 - 石黒賢
アメリカ合衆国カンザス州のカンザス大学の研究室から赴任してきた正義漢の外科医。場合によっては非人道的なやり方も厭わない司馬のやり方を認めることができず、司馬を追放しようと躍起になる（ただし、司馬の手技は認めている）。爽やかな容姿と明るく親切な性格なため、患者にも看護婦にも受けが良く、一部の同僚を除いた医師にも好かれ、上層部の受けもよい。峰に片思いされている。
一時は参事に昇進するが、致命的なミス（詳細は上野こうじの登場人物を参照）で白紙に戻された。司馬に言わせると手術は「遅い」が、腕は一流である（司馬もそれを認めるような発言をしている）。司馬同様に心臓手術も出来るとても腕の良い医者である。
第6話にて人間ドックを受け、その後第7話にて自身がスキルス胃癌に侵されている事が判明する。第10話の終盤で突然吐血して倒れ、最終話で司馬による手術を受けるも、術後、執刀医の司馬が万に一つと懸念していた肺梗塞（現在の呼び名は肺血栓塞栓症）を起こし死亡する。
当初は野村宏伸にオファーを出したが、野村が断ったため石黒が起用されたらしい。

### 医師及び研修医
大槻 沢子〈26〉
演 - 千堂あきほ
麻酔科医。司馬とは過去に5年間交際し「結婚寸前までいった」仲だが、中川との確執については知らずにいた。院内ではどの派閥にも属さないが、たまに司馬に味方する。落胆する石川を励ましたり、独断専行で動く司馬に対しても理解ある態度をとったり、ときには反発したりもする。司馬の1番の理解者で、登場人物の中ではもっとも司馬に親しく接していた。司馬には未練を残していたようで、司馬が病院を追われる時には彼にしがみつき、涙を流す。プロレスと麻雀好き。
峰 春美〈25〉
演 - 松下由樹
研修医。石川の赴任1週間前に天真楼病院に赴任した。自信不足のため自分で患者の治療ができず、思慕の念を抱いている石川に過剰に頼ってしまう。緊急事態には毎回のように石川を頼ってその場から走り去っていた。司馬にはその事を叱責され、腕の捻挫で手が使えない司馬の指示で手術を行っていたが、やはり途中で自分には無理と判断し石川に助けを求めた。
平賀 友一〈35〉
演 - 西村雅彦
天真楼病院の主任医師。医師としての腕は確かだが、司馬と石川の対立の煽りを食って、途中で副主任に降格させられた。日和見する性格で、権威を得た司馬を嫌いながらも腰巾着のようになっていた。副主任へ降格した際、司馬を背後から階段に突き落として怪我を負わせている。
中川を取り込んだ司馬の策略により、収賄の罪を被せられて病院から解雇される。そして、最終話のラストで司馬を凶器で背後から刺した。
中川 淳一〈45〉
演 - 鹿賀丈史
世界中から患者が指名でやってくるほどの天才外科医で、天真楼病院に外科部長として招聘される。
司馬の大学時代の恩師（助教授）で、司馬のオペの技術は中川譲りのものである。だが、過去の心臓手術中のミスが原因で手が震えるようになり、その後は何かと理由をつけてオペを行っていない。さらに、そのミスは自身の名声に傷がつかないように司馬のミスとして処理しているため、司馬の上司でありながらも彼を御しきれず、何事にも肩をもつことになる。好物はカニ。趣味は写真。娘がいる。
後に『古畑任三郎』で、殺人犯として登場している（後述）。岳父が病院のオーナーで、妻には逆らえないもよう。本人曰く「妻の父は病院を持っているが、愛人の父は病院を持っていない」とのことで、離婚の意思はないらしい。
神尾 仁
演 - 大森ヒロシ
麻酔科医。沢子に反対されたオペをしようとする司馬に協力を強要され、趣味の天体望遠鏡（ツァイスの180ミリ）で釣られそうになる。
前野 健次〈26〉
演 - 川上たけし
外科医。司馬の麻雀仲間。設定上は研修医。司馬が主任に昇格するに伴って次第に腰巾着となる。第7話の笹岡のクラリネット騒動の時は「お前に任せる」とは言われたものの司馬の名前を使って横暴な振る舞いをしている（ただし、後に司馬は直接自分が振る舞った訳では無いにもかかわらず、自分の振る舞いとして笹岡に謝罪をした）。また、スペシャルでは本編以上に司馬に対してゴマをする態度を取っていた。
山村 忠光〈34〉
演 - 宮沢風太郎（黒崎輝）
天真楼病院の放射線科医師。普段は眼鏡をかけている。特に派閥には属さない。石川の検査結果を見ていち早く癌と疑った人物。
橋本 巌〈35〉
演 - 石井洋祐
救急部当直医師。

### 看護婦
田村 のえ〈26〉
演 - 相原勇
看護婦。噂好き。石川を好み、司馬を嫌う。
内村 恵美（エミちゃん）〈27〉
演 - 宮地雅子
看護婦。あるきっかけで司馬に好意を持つようになり、何度か協力的な行動を取る。あまり男性に免疫がない。司馬が主任昇格時にプレゼントを司馬に渡しているが、見ているその場で中身も見ずにゴミ箱に投げられている。
中井 加世（カヨちゃん）〈22〉
演 - 貴島サリオ
看護婦。司馬に同情する一面も持つ。司馬の手術中のレゲエテープを掛けるのは彼女の役割。第10話で司馬が笹岡にペタロルファンを打って死亡させた際は、それを発見して石川に相談したため、司馬の失脚の一翼を担う事になってしまうが、後に司馬には謝罪した（司馬には「仕事で返せ」とだけ言われた）。
富川 千代〈24〉
演 - 建部和美
看護婦。
伊東 みつ子〈26〉
演 - 木原みずえ
看護婦。

### 病院関係者
稲村 寛〈43〉
演 - 佐藤B作
天真楼病院のケースワーカー。元々は天真楼病院の入院患者であったが、他の患者の相談をよく持ちかけられるようになり、そのままケースワーカーになる。足掛け6年、ほとんど病院に住んでいる。前職は、当たらないと評判の占い師。医療に多少興味があり手術の見学をするが、すぐに吐き気を催し数秒で退出してしまう。石川と峰の相談役でもある。
理事長
演 - 林昭夫
1話（第一回、電話の声のみ）、9話（第九回）、10話（第十回）で登場。外科部長である中川を信頼しており、購入委員会で一旦は司馬を糾弾する立場に立つが、司馬に買収され、平賀に全責任を押し付けるという司馬のシナリオに乗る。司馬の安楽死の一件ではマスコミが騒ぎ始めていることを問題視し、司馬に自主退職を促す。

### 患者
笹岡 繁三郎〈41〉
演 - 坂本あきら
司馬が担当するガン患者。司馬や沢子たちの麻雀仲間。麻雀で調子がいいと点滴が泡立つ（前野・談）。クラリネットが趣味だが演奏は下手で、他患者からは迷惑がられていた。死が近いことを察知し、（延命措置に伴う）自らの苦痛や家族への迷惑（負担）を考え、司馬に相談。「リビング・ウィル（尊厳死の宣言書）」の作成を勧められたが、稲村に提出する前に倒れ、危篤状態となる。家族からは延命措置を望まれたが、苦しむ姿を見かねた司馬からペタロルファン（鎮痛薬としては有効だが、本来は劇薬で、心停止することもある薬剤）を注射され、司馬に微笑んだ後、息を引き取る。
柏木
演 - 梶原善
患者。胆石の再手術後、一度行方をくらますなど、人騒がせな行動を取る。噂好き。
志村
演 - 小林隆
患者。骨折で入院している。歩けるのに歩けないフリをして長々と入院を続けている。

### その他
星野 良子〈27〉
演 - 中村あずさ
オットー製薬営業社員。当初は中川に、その後司馬に取り入る。天真楼病院で購入する薬品を売り込んでいたが、医療機器や器具すべてを自社製品で一括購入としてもらうため、差し入れや時には金銭を渡すことも厭わない。購入委員会で参考人として証言を求められた時も、当初は司馬に賄賂を渡したと証言していたが、平賀に罪をなすりつけようとする司馬の意図を察知。勝ち馬と判断した司馬に乗り換えた。司馬によれば「ツラの皮の厚い女」。
救急隊員
演 - 甲本雅裕
セリフはない。
上野 こうじ
演 - 伊藤俊人
5話（第五回）から登場。母・モエコ（野村昭子）が骨盤骨折による血管損傷で大量の後腹膜出血を起こしていたが、振る舞いはごく普通であり通りかかった者を捕まえおしゃべりもしていたので軽症と誤診し、結果的に死に至らしめた医師が石川と知り（司馬が事情を伝えたため）、石川を告訴しようとする。司馬の説得（慰謝料を積んだ）により和解に応じる。
高橋
演 - 浅野和之
7話のレントゲン保管室でのシーンに登場。内科もしくは放射線科の医師と思われる。
笹岡 房江
演 - 青木和代
笹岡の妻。

## 天真楼病院について
白い巨塔の浪速大学病院と同様、大学の系列病院となっている市中病院であり、確固たる派閥抗争や内部権力が横行する病院である。
三谷によれば、天真楼は浪速大学病院のように大学附属ではなく、東都大学の直営病院、いわゆるサテライトホスピタルであるという。中川も司馬も元は東都大の医師であり、サテライトである天真楼病院に出向しているという設定になっている。「天真楼」という名前は江戸時代の蘭学者・杉田玄白の設けた医学・蘭学塾に由来する。

## 役名の由来
役名は三谷が愛読している『風雲児たち』の登場人物に倣って、江戸時代の蘭学者の名前が元となっている。
- 司馬 江太郎 - 司馬江漢
- 石川 玄 - 石川玄常
- 大槻 沢子 - 大槻玄沢
- 峰 春美 - 嶺春泰
- 中川 淳一 - 中川淳庵
- 平賀 友一 - 平賀源内
- 前野 - 前野良沢
- 星野 - 星野良悦
- 稲村 - 稲村三伯

## スタッフ
- 企画 - 石原隆、鈴木吉弘（2話より）
- 脚本 - 三谷幸喜
- 音楽プロデュース - 飛鳥涼（CHAGE&ASKA）
- 音楽 - S.E.N.S.、澤近泰輔、矢賀部竜成、飛鳥涼
- 主題歌 - CHAGE&ASKA「YAH YAH YAH」（ポニーキャニオン）
200万枚以上のセールスを記録する、大ヒット曲となった。
- 挿入歌 - CHAGE&ASKA「君はなにも知らないまま」（ポニーキャニオン）
シングル『YAH YAH YAH』のカップリング曲。
- スペシャルのエンディングテーマ - CHAGE&ASKA「なぜに君は帰らない」（ポニーキャニオン）
アルバム『RED HILL』からのシングルカット。
- 演出補 - 木下高男、森保伸二、都築淳一、石川淳一
- プロデューサー補 - 服部嘉和
- プロジェクトプロデューサー - 渡邉光男
- プロデューサー - 関口静夫
- 演出 - 若松節朗、河野圭太、木下高男
- 制作 - フジテレビ、共同テレビ

## 放送日程
| 話数                                                       | 放送日        | サブタイトル       | 演出     | 視聴率 |
| ---------------------------------------------------------- | ------------- | ------------------ | -------- | ------ |
| 第一回                                                     | 1993年1月13日 | おまえが嫌いだ     | 若松節朗 | 12.7%  |
| 第二回                                                     | 1993年1月20日 | おまえが殺したんだ | 河野圭太 | 16.7%  |
| 第三回                                                     | 1993年1月27日 | 追いつめる         | 若松節朗 | 14.8%  |
| 第四回                                                     | 1993年2月3日  | 死にたがる患者     | 河野圭太 | 16.0%  |
| 第五回                                                     | 1993年2月10日 | 致命的な失敗       | 木下高男 | 16.6%  |
| 第六回                                                     | 1993年2月17日 | 過去に何があった   | 河野圭太 | 16.6%  |
| 第七回                                                     | 1993年2月24日 | 告知               | 若松節朗 | 17.2%  |
| 第八回                                                     | 1993年3月3日  | 新記録             | 河野圭太 | 16.1%  |
| 第九回                                                     | 1993年3月10日 | 敗北               | 若松節朗 | 16.8%  |
| 第十回                                                     | 1993年3月17日 | 最後の対決         | 河野圭太 | 18.8%  |
| 最終回                                                     | 1993年3月24日 | 別離（わかれ）     | 若松節朗 | 22.7%  |
| 平均視聴率 16.8%（視聴率は関東地区・ビデオリサーチ社調べ） |               |                    |          |        |

| 放送日         | サブタイトル                  | 演出     | 視聴率 |
| -------------- | ----------------------------- | -------- | ------ |
| 1993年12月29日 | 振り返れば奴がいる 最後の戦い | 若松節朗 | 15.0%  |

## メディア
ビデオ・DVD
- ビデオ 全4巻発売中
- DVD 2008年7月25日発売（初パッケージ化のスペシャル版も含む）

サウンドトラック
- YAH YAH YAH フジテレビ系ドラマ「振り返れば奴がいる」オリジナル・サウンドトラック インストゥルメンタルバージョン

（1993年3月10日）飛鳥涼・S.E.N.S.の共同プロデュースアルバム

## 別番組での引用
古畑任三郎
第1シリーズ第8話に鹿賀丈史が演じる中川が登場し、殺人事件を起こして逮捕される。脚本は本作と同じ三谷幸喜。
当初の案では犯人役は中川ではなく司馬だったらしいが、織田が「僕は司馬先生が負けるところは、見たくない」としてオファーを断ったため中川に変更されたらしい。

ウッチャンナンチャンのやるならやらねば!
番組内のパロディードラマとしてそっくりそのまま再現。内村は司馬（織田）役、南原は石川（石黒）役を演じた。
内村は、織田の特徴である「大きな耳」と「長い鼻の下」、南原は「濃い眉毛」という特徴をデフォルメして演じた。また松下由樹はドラマと同じ役で出演した。オープニングに加え、主題歌を歌っていたCHAGE and ASKAもパロディ化した。

IQ246〜華麗なる事件簿〜
TBS日曜劇場『IQ246〜華麗なる事件簿〜』第1話より（2016年10月16日放送）。織田裕二が主演、石黒賢がゲスト出演。
織田が演じる法門寺沙羅駆が、土屋太鳳演じる和藤奏子に豆乳を買いに行かせるシーンで、番組タイトルをもじった「振り返っても、奴はいない」という土屋のセリフがある。